# 东北街文昌祠
东北街文昌祠，位于山西省忻州市代县上馆镇东北街村东大街北侧，已列为代县文物保护单位。

## 历史
东北街文昌祠建于明代，清雍正元年(1732)、清乾隆四十四年(1779)、清嘉庆二十三年(1818)屡有重修。

## 建筑
东北街文昌祠坐北向南，占地236平方米，仅存清代大殿。面宽五间，进深三间，前设抱厦，单檐歇山顶。

## 保护
1984年，东北街文昌祠公布为第一批代县文物保护单位，属于古建筑类。2021年，围住文昌祠的违章建筑被铲除，其真容展露出来。